# Mabar (Deli Serdang)
Mabar is een bestuurslaag in het regentschap Deli Serdang van de provincie Noord-Sumatra, Indonesië. Mabar telt 1584 inwoners (volkstelling 2010).